# Mycorhizosphère
La mycorhizosphère (ou parfois mycorrhizosphère) est la rhizosphère des racines mycorhizées,. Cette zone privilégiée héberge une population de microorganismes saprophytes fongiques ou bactériens, en général plus abondante que dans le sol témoin éloigné des mycorhizes.

## Impact sur la population fongo-bactérienne
Il y a par exemple 10 fois plus de champignons dans la rhizosphère de jeunes pins mycorhizés que dans celle de pins témoins non mycorhizés. Chez Pinus radiata la zone extérieure du manteau est la plus riche en bactéries: la densité des microorganismes y est 16 fois plus élevée qu’à la périphérie de la région rhizosphérique. D'un autre côté, les cellules bactériennes ou fongiques ne couvrent qu'environ 15 % seulement de la surface des racines pour cette espèce. Il est donc à retenir que la distribution des microorganismes dans la mycorhizosphère est très hétérogène.
La composition des populations bactériennes dépend de l’espèce de champignon mycorhizien impliqué dans l’association avec le sapin de Douglas. 
Certaines plantes « résistent » à la mycorhization, comme la Grande Ortie, probablement en raison de la production d'une enzyme racinaire qui attaque la chitine, une lectine atypique découverte dans les années 1980, de faible masse moléculaire (8 à 9 kDa), baptisée UDA (pour Urtica Dioica Agglutinin) ; cette chaîne polypeptidique faite d'un complexe d'isolectines, de moins de 100 acides aminés est une agglutinine montrant une activité antifongique (et insecticide), agissant en synergie avec la chitinase pour inhiber la croissance fongique (la chitine est à la fois un composant essentiel des cellules de champignon et des cuticules et carapaces d'insectes. Brockaert a montré en 1989 que l'agglutinine peut ainsi inhiber la croissance de plusieurs champignons saprophytes et pathogènes des plantes. On a d'ailleurs découvert la même année que c'est le même gène qui code pour la production de cette agglutinine (UDA) et de la chitinase.

## Impact sur la nutrition azotée des végétaux
Les champignons mycorhiziens améliorent la nutrition azotée des arbres. De plus on a constaté que certaines espèces forestières mycorhizées peuvent améliorer la nutrition azotée d’autres espèces forestières, ainsi que le ferait une fumure minérale azotée - ainsi par exemple des effets bénéfiques de Pinus silvestris sur des plants de Fraxinus americana, ceux de Pinus radiata sur des plants de Cupressus macrocarpa et Chamaecyparis lawsonia, ceux de P. toeda ou P. elliottii sur Araucaria cunninghami (). 
Plusieurs hypothèses ont été suggérées concernant les mécanismes de ces effets bénéfiques des mycorhizes: 
1. Accélération de la minéralisation de l’azote organique dans le sol ([11]).
2. Amélioration de l’absorption par la plante-hôte de l’azote sous forme minérale et organique ([12]).
3. Amélioration de la synthèse des protéines chez la plante-hôte ([13]).
4. Fixation de N2 chez les plantes mycorhizées - ecto- ou endomycorhizes.

On a isolé la mycorrhizosphère d'espèces bactériennes fixatrices d’azote, notamment des Asotobacter,, Beijerinckia et Clostridium.

## Fixation de l'azote par les systèmes mycorhiziens
Jusqu'à une date récente[Quand ?], on admettait que les champignons mycorhiziens pouvaient fixer le diazote N2. Mais l’on sait maintenant que la propriété de fixer N2 est strictement limitée aux procaryotes, et n’a jamais été montrée chez les champignons filamenteux. La fixation de N2 (mesurée par la réduction de l’acétylène) par une racine mycorhizée ne devrait pas être imputée au champignon lui-même mais aux bactéries associées de la mycorhizosphère.

## Sols pollués
Certains types de pollution du sol, par exemple par des résidus de phosphates, peuvent négativement affecter la mycorhization.